# Аксуатський сільський округ (Аксуатський район)
Аксуа́тський сільський округ (каз. Ақсуат ауылдық округі, рос. Аксуатский сельский округ) — адміністративна одиниця у складі Аксуатського району Абайської області Казахстану. Адміністративний центр та єдиний населений пункт — село Аксуат.
Населення — 7183 особи (2021; 6126 у 2009, 7503 у 1999, 8097 у 1989).
Станом на 1989 рік існувала Аксуатська сільська рада (село Аксуат) колишнього Аксуатського району Семипалатинської області.